# Pararuellia hainanensis
Pararuellia hainanensis là một loài thực vật có hoa trong họ Ô rô. Loài này được C.Y. Wu & H.S. Lo mô tả khoa học đầu tiên năm 1974.